# 마드리드 아토차역

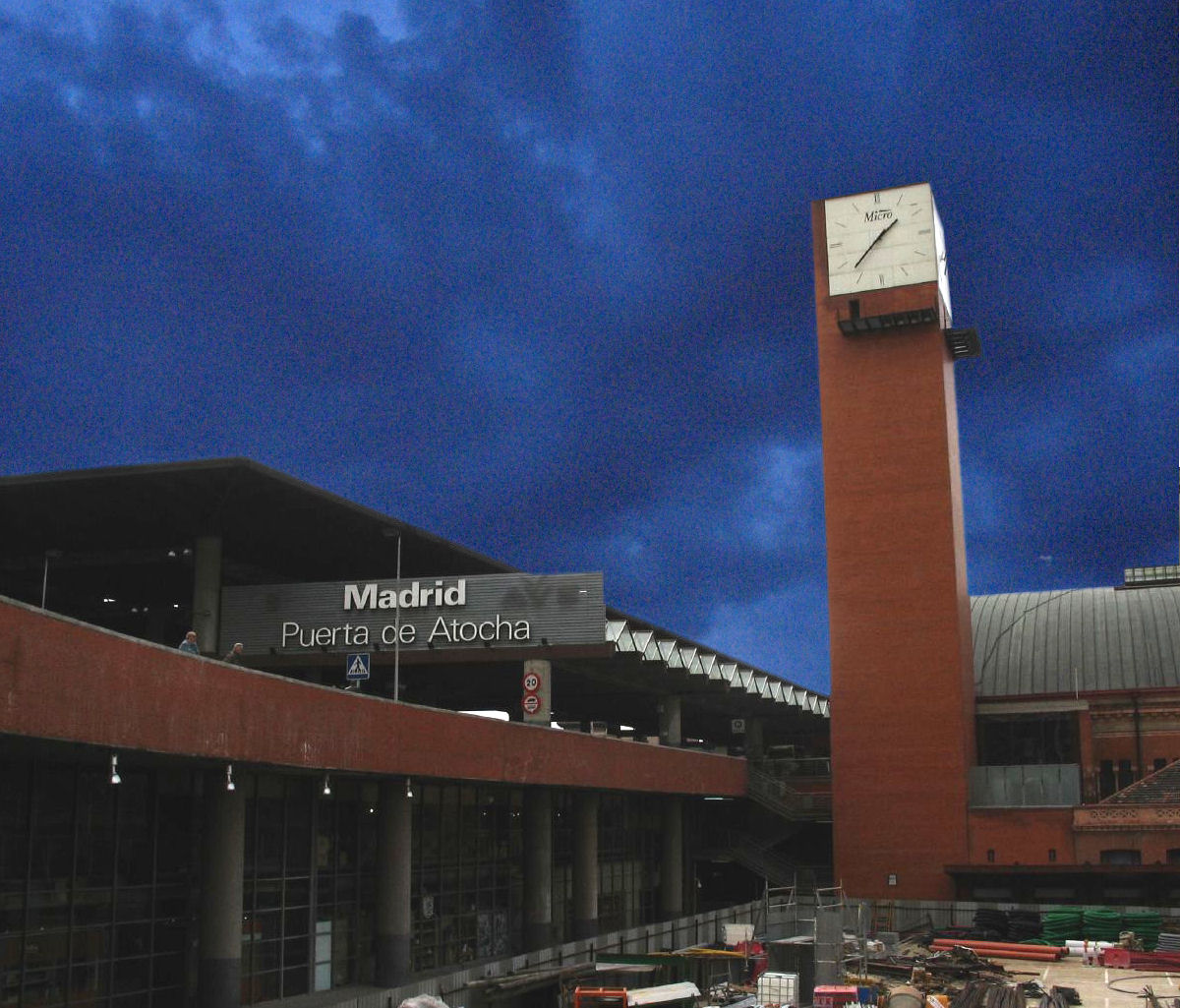
아토차 역

아토차 역(스페인어: Estación de Atocha)은 스페인 마드리드 아르간수엘라 지구에 있는 렌페가 운영하는 기차역이다.
마드리드와 세비야, 예이다를 잇는 고속철도 (AVE) 및 카스티야라만차 지방, 에스트레마두라 지방을 통해 포르투갈의 리스본에 이르는 장거리 노선의 기점이며, 마드리드 수도권을 잇는 근교 노선의 터미널 역이기도 하다. 마드리드 지하철의 지하철역인 '아토차 렌페 역'과도 연결되어 있다.
고속철도 AVE 개업 이후 AVE 기차역은 마드리드-푸에르타 데 아토차 역(Estación de Madrid-Puerta de Atocha), 렌페 각 선 역은 아토차-세르카니아스 역(Estación de Atocha-Cercanías)으로 분리되어 있다.

## 2004년 폭탄 테러
2004년 3월 11일 아토차 역에서 폭탄 테러가 발생하였다.